# Монгуш, Чечен-оол Алексеевич
Чечен-оол Алексеевич Монгуш (28 мая 1973 — 9 июня 2013) — российский борец вольного стиля, чемпион и призёр чемпионатов России, тувинец.

## Биография
Родился в селе Хайыракан Дзун-Хемчикского района Тувинской АССР. В 1986 году был зачислен в красноярскую школу высшего спортивного мастерства в группу Дмитрия Миндиашвили. Выступал в весовой категории до 52 кг. В 1984 году он выиграл первенство России среди юношей, в 1989 — юношеский чемпионат Европы. С 1990 года — спортсмен-инструктор государственного комитета Республики Тыва по физической культуре, спорту и туризму.
В 1995 году Чечен-оол Монгуш стал чемпионом России в весе до 52 кг и стал бронзовым призёром кубка мира, в 1996 и 1999 годах был бронзовым призёром чемпионата России. Он участвовал в Олимпиаде-1996, но проиграл схватку за 3-е место и стал лишь четвёртым. В 2000 году он был признан лучшим спортсменом Тувы XX века. После завершения спортивной карьеры стал тренером по вольной борьбе в спортшколе Кызыла. Удостоен наград Тувы и Олимпийского комитета России.
9 июня 2013 года после судейства турнира по национальной тувинской борьбе куреш Чечен-оол Монгуш пропал. 18 июня его тело с признаками насильственной смерти было обнаружено в лесном массиве в 30 км от Кызыла.

## Выступления на чемпионатах страны
- Чемпионат России по вольной борьбе 1995 года — ;
- Чемпионат России по вольной борьбе 1996 года — ;
- Чемпионат России по вольной борьбе 1999 года — ;